# Zheng Zhi-hua
Zheng Zhihua (chino simplificado: 郑智化, chino tradicional: 鄭智化, pinyin: Zheng Zhihua, nacido el 14 de noviembre de 1961) es un cantante chino-taiwanés.  Comenzó su carrera a finales de 1980 y tuvo un gran éxito y popularidad durante la década de los años 1990 en Taiwán y China continental. Anunció su retiro en enero de 1999, pero en 2005 retornó a los escenarios.
Entre sus canciones más famosas de Zheng son "seaman" y "Stars lamps". La mayor parte de sus temas musicales son de género pop, en la que se volvieron un grandes éxitos entre los años 1992 y 1994. 
Zheng Zhihua, actualmente reside en Taipéi junto a su familia y viaja con frecuencia a China, instalándose en Pekín. Además se han rumoreado que el cantante lanzaría su próximo álbum en 2009, que hasta la fecha no se ha concretado.